# Borgo Calvenzano
Borgo Calvenzano è un complesso di edifici progettati come infrastruttura commerciale del naviglio Pavese situati a Pavia, in Lombardia.

## Storia
Nel 1816, con la ripresa dello scavo del naviglio Pavese, le autorità comunali di Pavia decisero di cedere a privati un'area di 20 000 mq fuori porta Milano prossima al nuovo canale, in modo che fosse urbanizzata e fossero creati magazzini, negozi, laboratori e abitazioni a servizio del naviglio. Il complesso fu diviso in otto lotti, sopra i quali dovevano essere realizzati otto grandi fabbricati, di disegno uniforme e uniti da un grande portico sulla facciata principale. Il progetto fu prodotto dall'ufficio ingegneri del comune. Dopo tre aste pubbliche andate deserte, l'amministrazione ricevette la prima e unica offerta nel 1817 da parte di Gaetano Franzini che acquistò i diritti sull'intera area fabbricabile, impegnandosi a costruire le otto fabbriche entro il 1823. Tuttavia l'appaltatore vendette uno degli otto lotti alla ditta milanese di calce e mattoni di Bernardino Martignoni, che in breve tempo innalzo le arcate del portico. L'aperta scorrettezza del Franzini, l'esigua somma sborsata dallo stesso per l'acquisto dell'area (corrispondente a un quinto del valore reale, come evidenziato dalla perizia redatta dall'ingnere comunale Vincenzo Orlandi) e, inoltre, la lentezza con cui il Franzini portava avanti il cantiere, divennero ben presto motivo di conflitto tra l'appaltatore e il comune, controversia che finì per vie legali. Nel 1827 il tribunale di Milano accolse le richieste del comune che ridivenne proprietario di tutti i lotti, a eccezione di quello che il Franzini aveva venduto alla ditta Martignoni. L'impulso decisivo venne dato dopo il 1840, quando, risolta definitivamente la pendenza con gli eredi del Franzini, il comune vincolò la cessione dei lotti non ancora edificati al completamento delle relative arcate di portico e il borgo fu terminato dalla ditta Martignoni nel 1850.

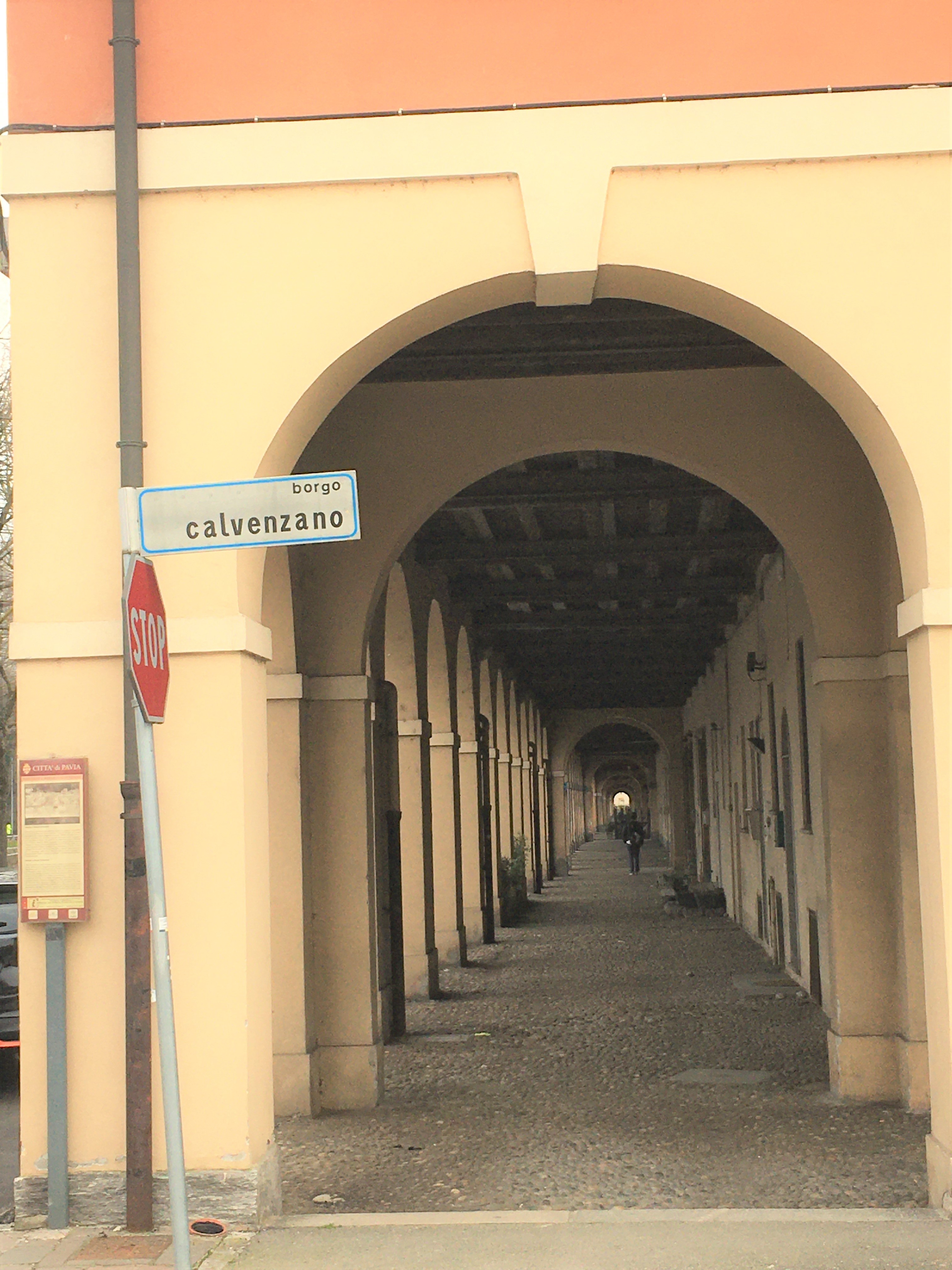
Uno degli ingressi dei portici.
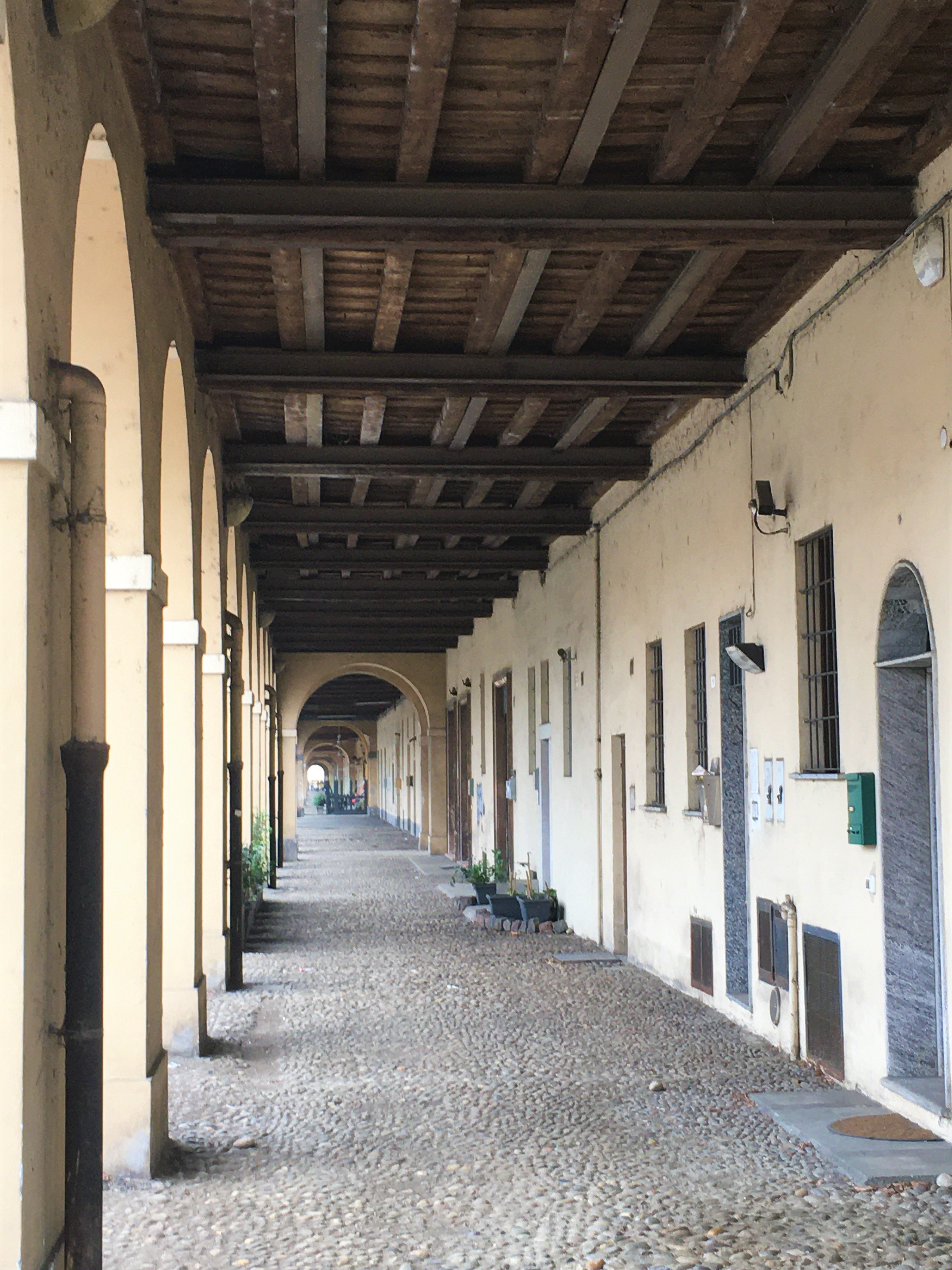
L'interno dei portici.
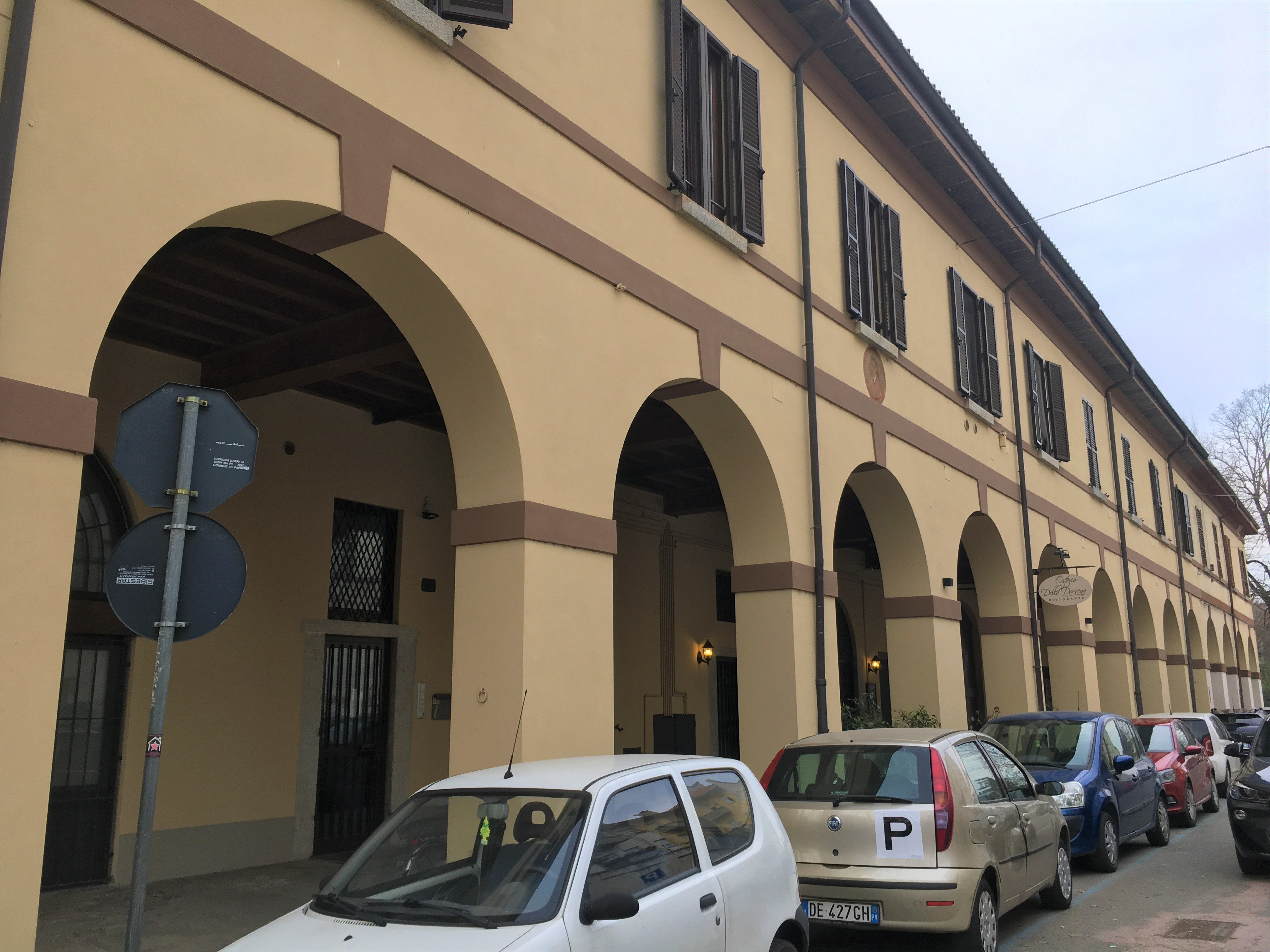
La facciata orientale del complesso.
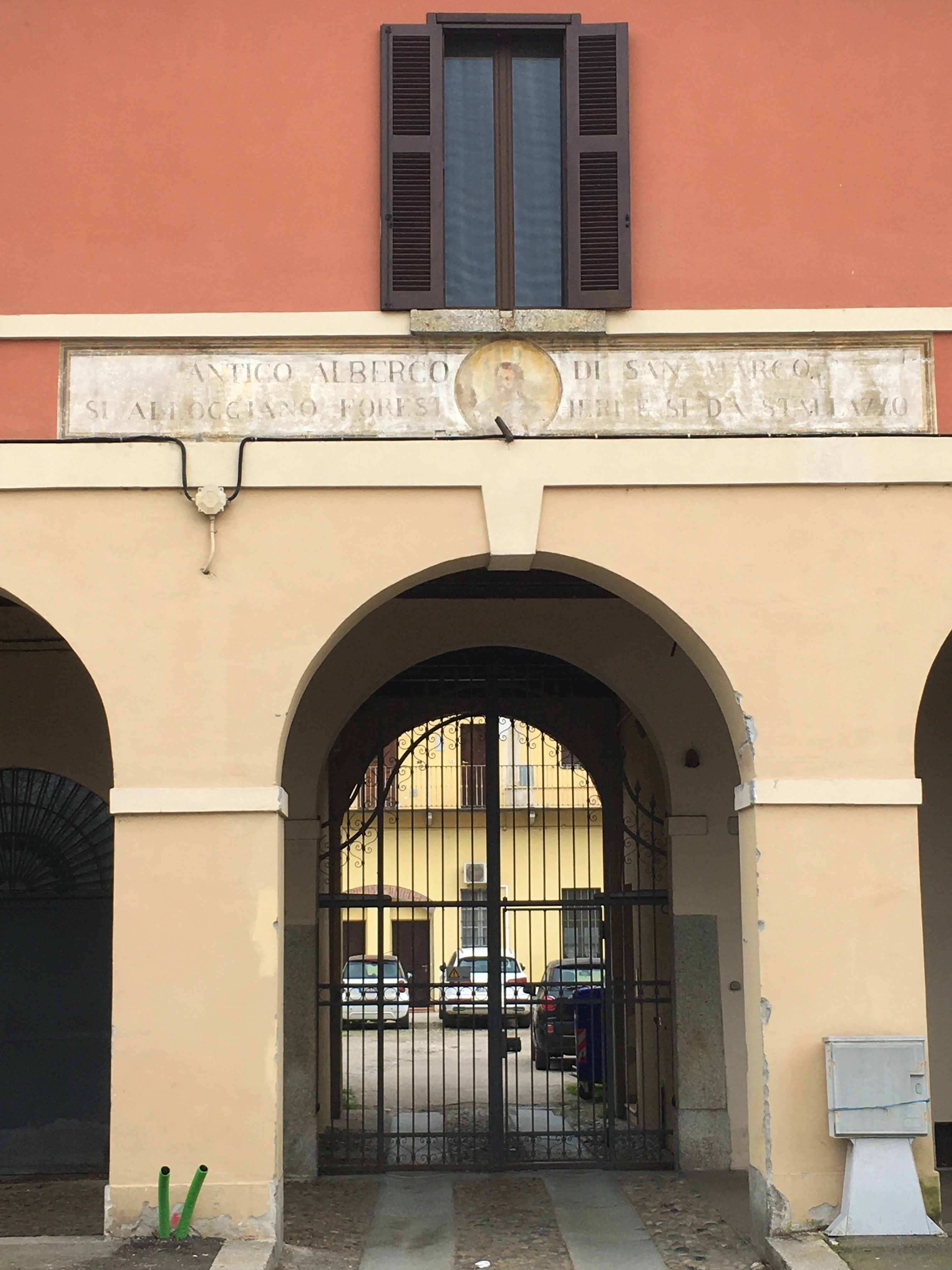
Antica insegna d'albergo (XIX secolo)
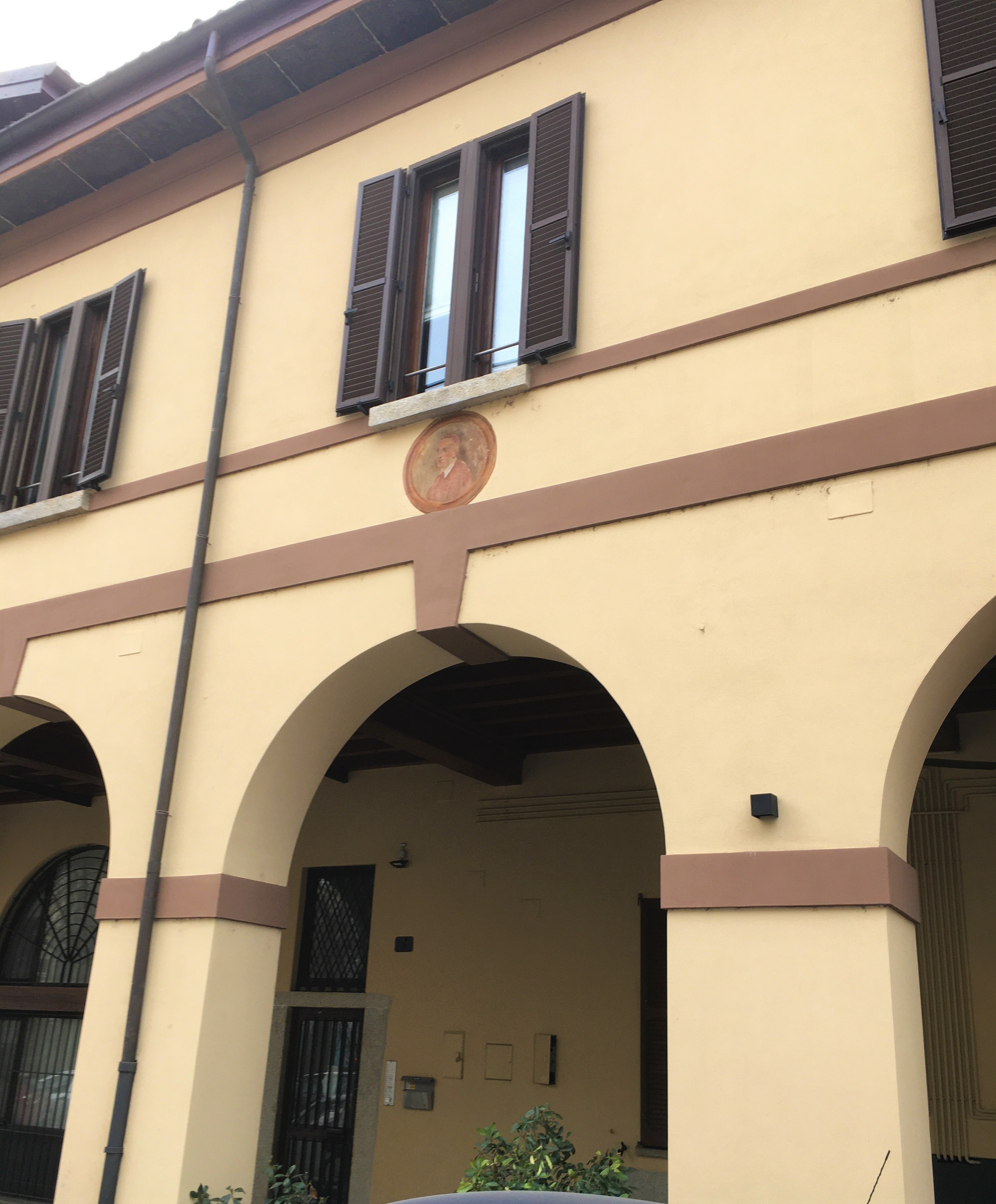
Insegna di osteria (XIX secolo)

## Descrizione
Il complesso, un unicum in tutta la rete idroviaria dei navigli lombardi, fu realizzato secondo l'uniformità tipologica di progetto, conseguendo così un carattere omogeneo di grande rilievo ambientale, pur nell'estrema semplicità degli edifici costruiti. Una serie di edifici a due piani, con tipologia a corte, disposti a schiera e limitati su un lato da un grande portico continuo con archi a tutto sesto, parallelo al corso del naviglio Pavese. Le corti interne e gli spazi di divisione tra un edificio e l'altro erano destinate ad accogliere le merci in arrivo e in partenza, oltre alle varie strutture a servizio delle barche e degli animali. Negli spazi al piano terreno si trovano magazzini, stalle, botteghe, osterie, attività artigiani, ma anche un torchio da olio e due panetterie. Molti artigiani, che qui risiedevano con le famiglie, praticavano attività legate al flusso di merci e barche lungo il naviglio, come i fabbri, falegnami, sellai, senza dimenticare i numerosi stallieri, barcaioli e carrettieri che risiedettero nel borgo. Lungo le facciate del complesso si conservano ancora alcune insegne dipinte ottocentesche delle antiche osterie presenti in esso.